# Oleška (řeka)
Oleška je řeka v Krkonošském podhůří v severovýchodních Čechách, na pomezí okresů Semily a Jičín, levostranný přítok řeky Jizery. Délka toku je 34,2 km. Plocha povodí měří 171,1 km². Na řece a jejích přítocích hospodaří MO ČRS Košťálov.

## Průběh toku
Pramení na Jilemnicku u Rovnáčova, místní části obce Studenec a směřuje na jih přes Levínskou Olešnici, za Starou Pakou se stáčí na SZ a pokračuje venkovskou podhorskou krajinou přes obce Bělá, Libštát a Košťálov. V Semilech ústí jako levostranný přítok do Jizery.

### Větší přítoky
- levé – Rokytka, Popelka, Želešský potok, Stružinecký potok, Hořenský potok
- pravé – Tampelačka, Kundratický potok

## Vodní režim
Průměrný průtok u ústí činí 1,74 m³/s.
Stoletá voda zde dosahuje 168 m³/s.

## Využití
V horní části toku u obce Levínská Olešnice je na Olešce vybudován 4,2 hektaru velký rybník, na kterém hospodaří MO ČRS Košťálov, tato nádrž je mimopstruhovým revírem. Pstruhový revír je od soutoku s říčkou Rokytkou u obce Stará Paka, až po jez v obci Sutice, na spodní části řeky hospodaří MO ČRS Semily. Přítoky jsou chovné, úsek od mostu na Bucharce (u prodejny autodílů) v Košťálově po jez MVE u koupaliště v Libštátě a úsek od soutoku s Rokytkou až k pramenům jsou chráněná rybí pásma. V úseku od jezu MVE v Libštátě po soutok s Rokytkou se zakazuje lov všech druhů ryb od 1. 9. do 16. 4.
Dno je převážně kamenité, ve spodní části toku je množství tůní. Můžeme zde narazit především na pstruha obecného, lipana podhorního, sivena amerického, pstruha duhového, střevli potoční, okouna říčního a štiku obecnou.
Na toku je několik splavů a MVE, dále několik náhonů k zaniklým mlýnům apod.
Za příznivých vodních stavů je dolní tok Olešky sjízdný za střední vody (z Libštátu nebo za velké vody ze Staré Paky).

## Mlýny
Mlýny jsou seřazeny po směru toku řeky.
- Kovářův mlýn – Košťálov, okres Semily, kulturní památka
- Janatův mlýn – Košťálov, okres Semily, kulturní památka